# Флаг Краснозёрского района

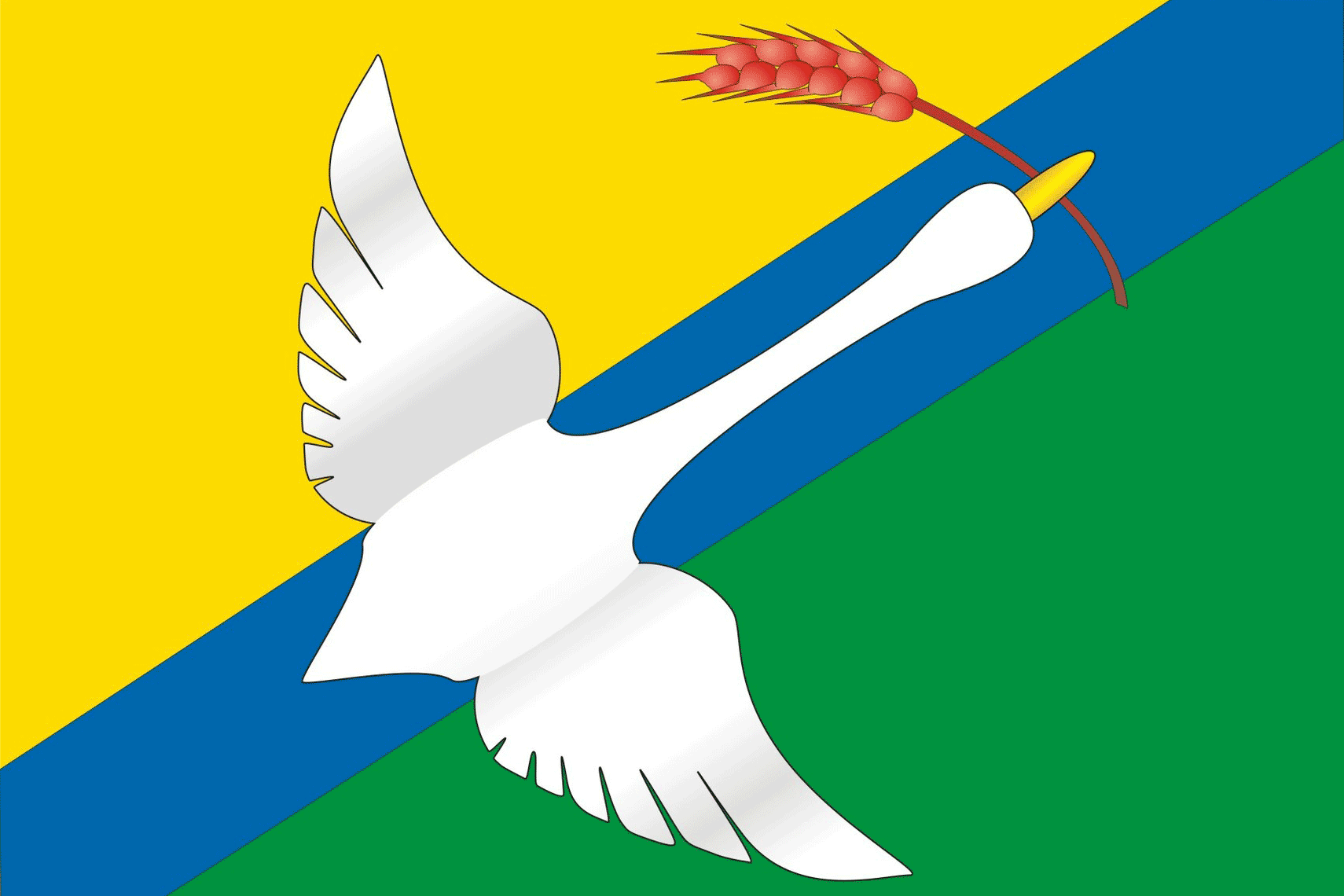

Флаг Краснозёрского района представляет собой полотно зелёного, синего и золотого цветов, а также лебедя с соломинкой в клюве. Зелёный цвет флага символизирует лесополосы Краснозёрского района, синий — пролегающую через весь район реку Карасук, а золотой — многочисленные поля Краснозёрского района, указывая на его лидерство в поставках зерна в Новосибирской области. Помимо того, на территории Краснозёрского района находится множество озёр, на которых останавливаются стаи перелётных лебедей. Лебедь, символ благородности, грациозности и верности лёг в основу герба и флага Краснозёрского района. Красный колос также символизирует плодородность полей района.